# Johann Christoph Petri
Johann Christoph Petri (Kleinmölsen, Mainzi Választófejedelemség Erfurt exklávéja, 1762. november 5. – Erfurt, 1851. február 24.) német történész és tanár.

## Élete
Apja lelkész volt. Tanulmányait a jénai és az Erfurti Egyetemen végezte, 1784-ben szerzett diplomát filozófiából. Ezután Észtországba utazott, ahol házitanító lett. Itt (s talán Szentpéterváron is) dolgozott 1796-ig, majd visszatért Erfurtba, ahol élete hátralevő részét töltötte: a városi gimnáziumban retorikát tanított (1805 és 1809 közt az intézmény igazgatói tisztét is betöltötte), majd 1809-től, doktori disszertációja megvédése után a helyi egyetemen retorikát, pedagógiát, németet és ókori történelmet tanított. Rendszeresen publikált az erfurti lapokban.
Csaknem tucatnyi történelmi, publicisztikai, néprajzi és helytörténelmi könyvet jelentetett meg, ezek közül legjelentősebbek az Észtországban szerzett tapasztalatain alapuló munkák. Oberpaleni (ma: Põltsamaa, Észtország) tevékenysége alatt ismerkedett meg August Wilhelm Hupellel, aki hatására elítélte a jobbágyságot, s több írást jelentetett meg az észt parasztság elnyomott helyzetéről, például: Briefe über Reval(1800) és Ehstland und die Ehsten (1802). Petrinek az őslakos észt lakosság védelmében írt munkái komoly hatást gyakoroltak a 19. század második fele észt nemzeti újjászületésének vezető alakjaira.

## Fordítás
- Ez a szócikk részben vagy egészben  a(z)   Петри, Иоганн Кристоф című orosz Wikipédia-szócikk ezen változatának fordításán alapul.  Az eredeti cikk szerkesztőit annak laptörténete sorolja fel. Ez a jelzés csupán a megfogalmazás eredetét és a szerzői jogokat jelzi, nem szolgál a cikkben szereplő információk forrásmegjelöléseként.